# 조용원 (배우)
조용원(한국 한자: 趙容瑗,, 趙容媛, 1966년 9월 27일 ~ )은 대한민국의 배우이자 기업인이다. 1980년대 중반 강수연 등과 하이틴 스타로 인기를 끌었다.

## 젊은 시절
조용원은 1966년 9월 27일 서울에서 동국대 영문학과 교수인 아버지 조정동(趙晶東)과 국민학교 교사인 어머니 노영희(盧英姬)의 2남1녀 중 장녀로 태어났다. 동생 둘은 조용훈(趙容勳)과 조용현(趙容賢)이다. 조용원의 아버지는 그녀가 중학교 1학년 때 사망하였는데, 그녀의 어머니는 자녀들에게 아버지가 없다는 좌절감을 주지 않으려고 아버지는 미국에 있으며 언젠가 돌아온다고 세 자녀가 성인이 될 때까지 거짓말을 하였다. 조용원은 미동국민학교를 졸업하였다. 중학교에 진학한 후 걸스카우트에 가입하여 활동하였다. 조용원이 성정여중 3학년에 재학 중이던 1981년 7월 같이 걸스카우트 활동을 하던 고등학생 언니들이 탤런트 시험을 보러 갈 때 미스 롯데 선발대회에 참여하기 위해 따라갔다가 방송국 직원의 권유로 즉석에서 원서를 쓰고 응모하여 미스 롯데 인기상 수상과 더불어 KBS 8기 탤런트로 선발되었다.

## 경력
조용원은 이듬해인 1982년 KBS 《TV 문학관》 1백회 특집인 이청준 원작의 〈소리의 빛〉 편에 단역으로 출연하면서 배우로 데뷔하였다. 광고와 단막극, 특집극 위주로 출연하던 중 '보통 사람들' 유안나 역으로 인지도를 올린다. 하명중 감독의 영화 '땡볕'으로 대종상, 백상예술대상 등에서 신인상을 수상하고 영화는 제35회 베를린 영화제 경쟁작으로도 출품돼 전성기를 구가한다.
1985년 11월 1일 오전 어머니가 운전하는 맵시나 승용차를 타고 등교하던 중 트럭과 충돌해 전치 10주의 중상을 입는 교통사고를 당한다. 얼굴에도 상처가 나 50바늘 이상 꿰매고 이 사고로 약 8개월간 활동을 중단한다. 이듬해인 1986년 여름 즈음 영화 '먼 여행 긴 터널'의 촬영으로 복귀해 활동을 이어가고 다시 여러 영화와 드라마에 출연하지만 1990년 4월 와세다 대학에 석사과정으로 입학하면서 일본 유학길에 오른다. 중간중간 개인 사정으로 입국하거나 연예계 일정을 소화하기도 했는데 1995년 말 즈음 복귀를 위해 완전 귀국한다.
귀국 후 영화 '정글 스토리' 등에 출연하지만 이후 극단 창단, 영화잡지 창간 등 제작자 및 사업가로서의 활동에 더 집중하게 되고 2003년 '명일천애'를 끝으로 더는 작품 활동을 하지 않고 있다.

## 학력
- 서울미동초등학교 (1979년 졸업)
- 선정여자중학교 (1982년 졸업)
- 동명여자고등학교 (1985년 졸업)
- 중앙대학교 안성캠퍼스 연극영화학과 (1989년 졸업)
- 와세다 대학교 대학원 예술학과 (졸업)
- 도쿄 공업대학 사회이공학대학원 사회정보학과 (졸업)

## 출연 작품

### 드라마
| 연도* | 제목                            | 역할   | 방송사 | 비고                     |
| ----- | ------------------------------- | ------ | ------ | ------------------------ |
| 1982  | TV문학관                        |        | KBS1   | 〈소리의 빛〉 편         |
| 1983  | 보통 사람들                     | 유안나 | KBS1   |                          |
| 1983  | TV문학관                        |        | KBS1   | 〈가면무도회〉 편        |
| 1983  | 광복특집 하늘은 알고 있다       |        | KBS1   |                          |
| 1984  | 8.15 특집극 두 아버지           |        | KBS1   |                          |
| 1984  | 청소년문학관                    |        | KBS1   | 〈교장선생님의 외출〉 편 |
| 1985  | TV문학관                        |        | KBS1   | 〈골패〉 편              |
| 1985  | 6.25 특집극 광장                |        | KBS1   |                          |
| 1987  | TV소설 사랑                     |        | KBS1   |                          |
| 1988  | 미니시리즈 그것은 우리도 모른다 | 남지혜 | MBC    |                          |
| 1997  | 일일드라마 욕망                 | 허진숙 | MBC    |                          |
| 1997  | 70분드라마 수취인없음           |        | SBS    |                          |

*다년간 방송된 프로그램의 경우 조용원이 출연하기 시작한 연도를 가리킨다.

### 영화
| 연도 | 제목                      | 역할           | 비고                          |
| ---- | ------------------------- | -------------- | ----------------------------- |
| 1983 | 신입사원 얄개             | 준희           |                               |
| 1984 | 열아홉살의 가을           | 임다희         |                               |
| 1984 | 내가 마지막 본 흥남       | 옥희           |                               |
| 1984 | 불타는 신록               | 유시내         |                               |
| 1984 | 흐르는 강물을 어찌 막으랴 | 이화           |                               |
| 1985 | 땡볕                      | 순이           |                               |
| 1985 | 여자의 반란               | 오현주         |                               |
| 1986 | 여왕벌                    | 정희           |                               |
| 1987 | 먼 여행 긴 터널           | 황혜원         |                               |
| 1987 | 사노                      | 옥주           |                               |
| 1987 | 키위새의 겨울             | 현수희         |                               |
| 1987 | 고속도로                  | 이미옥         |                               |
| 1993 | 사랑의 종합병원           | 정선주         |                               |
| 1996 | 정글 스토리               | 약사(특별출연) |                               |
| 1999 | 만날 때까지               | 인혜           |                               |
| 2003 | 명일천애                  |                |                               |
| 2006 | 라디오 스타               | 본인           | MBC 10대 가수왕 시상식 TV장면 |

### 교양/예능
| 연도 | 제목                   | 역할     | 방송사 | 비고                        |
| ---- | ---------------------- | -------- | ------ | --------------------------- |
| 1988 | 토요일 토요일은 즐거워 | 공동진행 | MBC    |                             |
| 1991 | 일요일 일요일 밤에     | 게스트   | MBC    | 이경규의 몰래카메라         |
| 1995 | 김한길과 사람들        | 게스트   | MBC    |                             |
| 1995 | 밤과 음악 사이         | 게스트   | KBS    |                             |
| 1996 | 이야기쇼 열린 아침     | 게스트   | MBC    |                             |
| 1996 | 엄앵란 이택림의 사랑방 | 게스트   | KBS    |                             |
| 1996 | 시네마 천국            | 공동진행 | EBS    |                             |
| 1997 | 10시 임성훈입니다      | 게스트   | MBC    |                             |
| 1999 | 일요스페셜             | 대담진행 | KBS1   | <오토다케의 즐거운 인생> 편 |
| 2003 | Cinebus                | 공동진행 | YTN    |                             |

### 광고
- 1983년 샤니 제리뽀
- 1984년 서주산업 (서주 오렌지 빠빠오, 서주우유, 서주 팥빙수 바) (Feat. 강석우)
- 1985년 삼립식품 (삼립호빵 / 오-쉐리)
- 1985년 삼성물산 에스에스스포츠 위크엔드
- 1986년 삼성전자 (삼성센서 크리스탈 세탁기) (Feat. 황정순, 이순재, 김민자)
- 1987년 제일제당 게토레이
- 진양화장품 아르미에 / 새그리느
- 롯데제과 티나콘
- 해태음료 써니텐
- 죠느망

## 수상
| 연도 | 시상식                     | 부문                | 작품                           | 결과 |
| ---- | -------------------------- | ------------------- | ------------------------------ | ---- |
| 1984 | 대종상                     | 특별상 신인부문     | 땡볕                           | 수상 |
| 1985 | 제21회 백상예술대상        | 영화부문 신인연기상 | 땡볕 흐르는 강물을 어찌 막으랴 | 수상 |
| 1985 | 제30회 아시아태평양 영화제 | 특별상              | 땡볕                           | 수상 |